# Vidal Sassoon
Vidal Sassoon, in ebraico וידאל ששון‎?, CBE (Londra, 17 gennaio 1928 – Los Angeles, 9 maggio 2012) è stato un parrucchiere, imprenditore e attivista britannico.

## Biografia
Coiffeur innovatore, imprenditore e filantropo, Sassoon è rimasto famoso per aver creato uno stile di acconciatura semplice, geometrico ed elegante chiamato bob cut (caschetto) portato da rinomati personaggi della moda come Mary Quant e attrici cinematografiche come Mia Farrow, Goldie Hawn, Cameron Diaz, Nastassja Kinski e Helen Mirren.
Di estrazione molto povera, passò sette anni di infanzia presso un orfanotrofio. Lasciò la scuola all'età di 14 anni, svolgendo svariati lavori a Londra durante la seconda guerra mondiale. Nel 1948, a 20 anni, si arruolò nella Haganah (che poco dopo divenne l'IDF) e combatté nella guerra arabo-israeliana del 1948, scoppiata dopo la fondazione dello Stato di Israele. Rientrato in patria e sebbene sperasse di diventare un calciatore professionista, divenne invece un apprendista parrucchiere, seguendo i consigli di sua madre.
Dopo aver acquisito una reputazione per i suoi tagli innovativi, si spostò a Los Angeles nei primi anni 1970, dove aprì la prima catena mondiale di saloni, accompagnati da una linea di prodotti per il trattamento e la cura dei capelli. Fondò inoltre la Paul Mitchell Systems insieme a Paul Mitchell (1936-1989), uno dei suoi precedenti allievi. Mitchell disse che Sassoon era "il più famoso parrucchiere nella storia del mondo".
Sassoon vendette i suoi interessi commerciali nei primi anni 1980 per dedicarsi alla filantropia, finanziando attività di beneficenza, supporto alle Arti e cultura tramite la Fondazione Vidal Sassoon. Per tutta la vita Sassoon si dedicò con impegno a sradicare l'antisemitismo dalla società, fondando tra l'altro il Centro Internazionale Vidal Sassoon per lo Studio dell'Antisemitismo, o SICSA, nel 1982. Situato presso la Università Ebraica di Gerusalemme, il Centro si occupa della raccolta internazionale di informazioni sull'antisemitismo.
Vidal Sassoon: The Movie, un film documentario sulla sua vita, è stato prodotto nel 2010.

## Infanzia
Sassoon nacque nel 1928 a Hammersmith, West London, da genitori ebrei e visse nelle vicinanze di Shepherd’s Bush. Sua madre, Betty (Bellin) (1900-1997), ebrea Ashkenazita, era nata ad Aldgate, nell'East End di Londra, nel 1900. Nonostante fosse circondata da una povertà estrema, Sassoon scrive che sua madre decise di ricavare il meglio della sua vita. La sua famiglia era emigrata in Inghilterra dall'Ucraina nel 1880 per sfuggire all'antisemitismo e ai pogrom allora prevalenti. Suo padre, Jack Sassoon, ebreo Sefardita, nacque a Salonicco, nella parte settentrionale della Grecia. Si incontrarono nel 1925 e si sposarono nel 1927. Poi si trasferirono a Shepherd’s Bush, in cui viveva una comunità di ebrei greci. Sassoon aveva un fratello minore, Ivor, che morì di infarto all'età di 46 anni.
Suo padre abbandonò la famiglia per un'altra donna quando Vidal aveva tre anni. Con sua madre ormai incapace di mantenere la famiglia, caddero in povertà e furono sfrattati, diventando improvvisamente senza casa. Furono costretti a trasferirsi presso la sorella maggiore di sua madre. Lì, condivisero un appartamento di due stanze con sua zia e i suoi tre figli. Il minuscolo appartamento in cui vivevano in sette non aveva bagno o servizi igienici interni, costringendoli a condivid ere l'unico gabinetto esterno con altre tre famiglie. Anche il tetto della loro abitazione cadeva a pezzi, lasciando che la pioggia gli scorresse attraverso.
"Tutto quello che potevamo vedere dalle nostre finestre era il grigiore del palazzo dall'altra parte della strada", scrive Sassoon. "C'era bruttezza in tutto." 
A causa della povertà, sua madre alla fine mise Sassoon e suo fratello minore in un orfanotrofio ebraico, dove rimasero per sette anni, fino all'età di 11 anni, quando sua madre si risposò. Le fu permesso di andare a trovarli solo una volta al mese e non le fu mai permesso di farli uscire.

### Educazione
Sassoon frequentò la Essendine Road Primary School, una scuola cristiana di circa mille bambini. Veniva spesso deriso dai compagni di classe con termini come "Giudeo" o canti tipo "Tutti gli ebrei hanno i nasi lunghi."   L'evento accaduto alla scuola che Vidal ricordava con maggior orgoglio fu vincere la corsa di 100-yard in una gara aperta a tutte le scuole. "La voglia di vincere non mi ha mai lasciato", scriveva.
Tuttavia, Sassoon affermava che era stato "un pessimo studente", con voti molto bassi nella maggior parte delle classi, tranne che per la matematica e i calcoli. Accettò un lavoro volontario come chierichetto per la sinagoga locale, luogo in cui aveva la possibilità di vedere sua madre che la frequentava ogni sabato.
Sassoon e gli altri bambini della scuola furono evacuati dopo l'inizio della seconda guerra mondiale il 3 settembre 1939. Aveva undici anni. "È un evento che non dimenticherò mai", ha detto. "Improvvisamente io e mio fratello e tutti i nostri compagni orfani eravamo su un treno con centinaia di migliaia di altri bambini, che si trasferivano da Londra."  Sassoon e suo fratello furono portati a Holt, Wiltshire, un piccolo villaggio di mille persone.

### Prime esperienze lavorative
Dopo il suo ritorno a Londra, Sassoon lasciò la scuola all'età di 14 anni e lavorò come messaggero. La guerra era in piena corso con Londra ancora bombardata, e questo lo costrinse a dormire in rifugi sotterranei. Durante le ore di lavoro, diceva,  "Mi sono abituato a vedere corpi e sangue, e sentire grida di agonia" mentre portava messaggi dal centro di Londra al molo.
Su insistenza di sua madre, cercò lavoro come apprendista in un negozio di parrucchiere; sua madre gli disse che il suo desiderio era vederlo diventare un parrucchiere professionista. Tuttavia, Sassoon voleva diventare un calciatore, sport in cui eccelleva. "Non potevo immaginarmi a pettinare i capelli e a arrotolare bigodini per vivere." 
Quando la madre lo portò alla scuola di parrucchieri di un noto stilista, Adolph Cohen, rimasero subito delusi quando gli venne detto che si trattava di un programma di due anni e che sarebbe costato molto più di quanto potessero permettersi. "Mia madre sembrava così terribilmente abbattuta", disse. "Pensavo che sarebbe potuta svenire."  Pochi minuti dopo, il sig. Cohen li richiamò al salone, e gli disse: "Sembra che tu sia molto educato, giovanotto. Inizia lunedì e dimentica il costo." Sua madre cominciò a piangere di gioia.

### Attività in tempo di guerra
All'età di 17 anni, anche se era stato troppo giovane per servire nella seconda guerra mondiale, divenne il più giovane membro del Gruppo 43, un'organizzazione clandestina di veterani ebrei fondata da Morris Beckman, che scioglieva gli incontri fascisti a East London. Il Daily Telegraph lo definisce un "parrucchiere-guerriero antifascista" il cui obiettivo era impedire al movimento di Sir Oswald Mosley di diffondere "messaggi di odio" nel periodo successivo alla seconda guerra mondiale.
Nel 1948, all'età di 20 anni, si unì al Palmach (che poco dopo fu integrato nelle forze di difesa israeliane) e combatté nella guerra arabo-israeliana del 1948, che iniziò dopo che Israele si dichiarò uno stato. Durante un'intervista, descrisse l'anno trascorso ad allenarsi con gli israeliani come "l'anno più bello della mia vita".

## Libri e film
- (EN) Sorry I Kept You Waiting, Madam (1968), autobiografia.
- (EN) Vidal Sassoon e Beverly Sassoon, A Year of Beauty and Health, New York, Simon & Schuster, 1975, ISBN 0-207-95751-7.
- (EN) Cutting Hair the Vidal Sassoon Way (1984).[11]
- (EN) Vidal Sassoon, Vidal: The Autobiography, Londra, Macmillan, 2010, ISBN 978-0-230-74689-3.
- (EN) Vidal Sassoon: The Movie – How one man changed the world with a pair of scissors (2010), film documentario diretto da Craig Teper.

## Galleria d'immagini

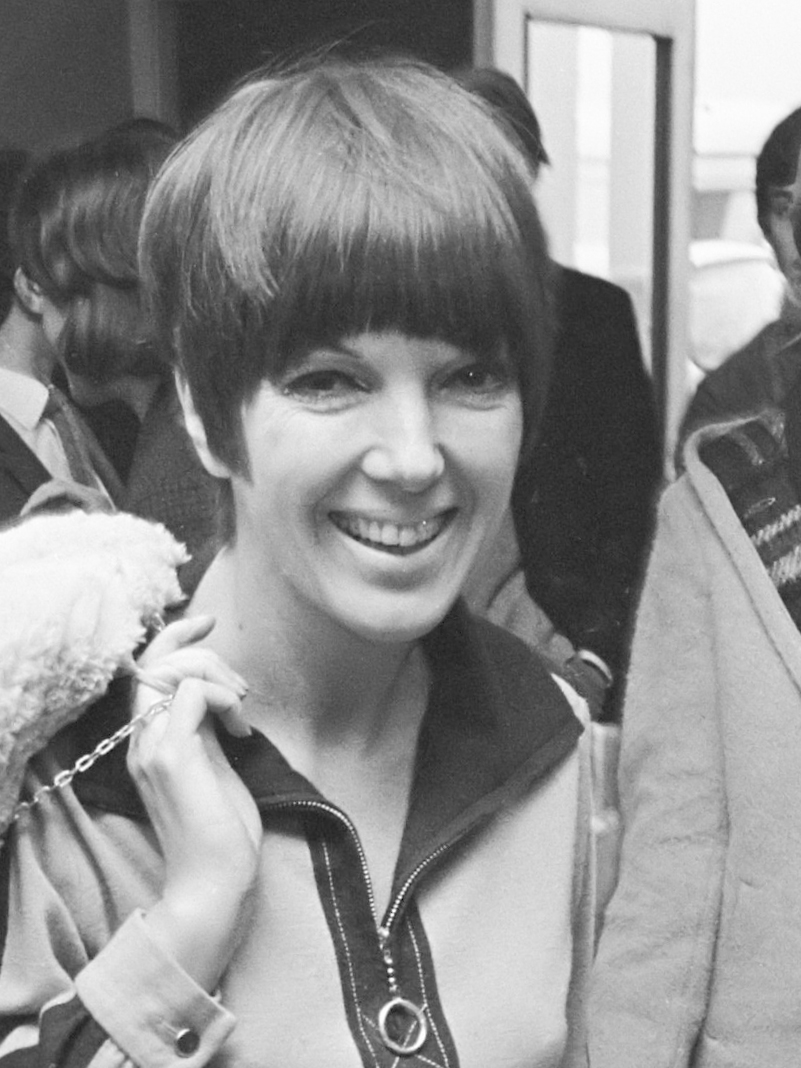
Mary Quant col bob cut
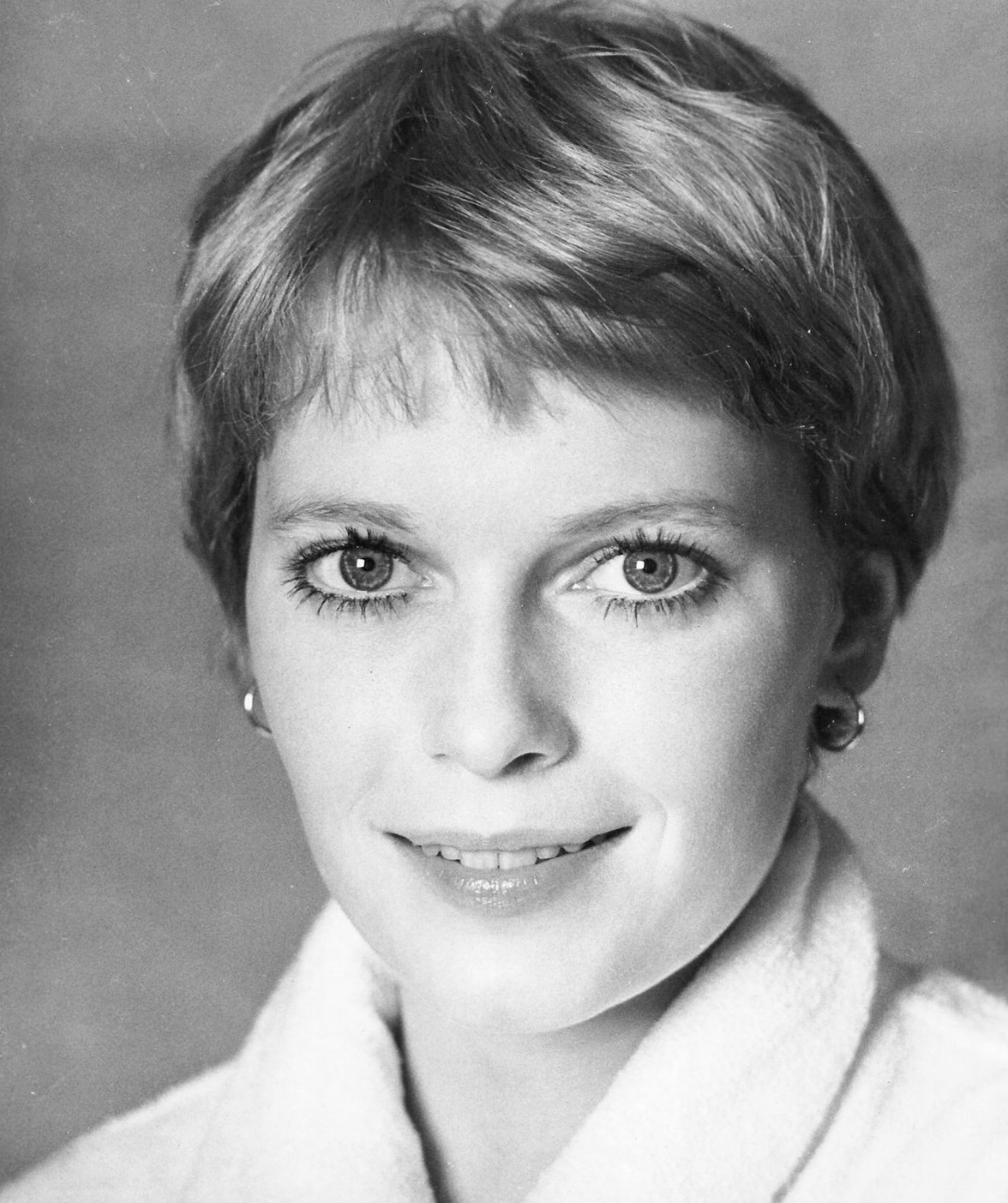
Mia Farrow con acconciatura di Sassoon (1969)
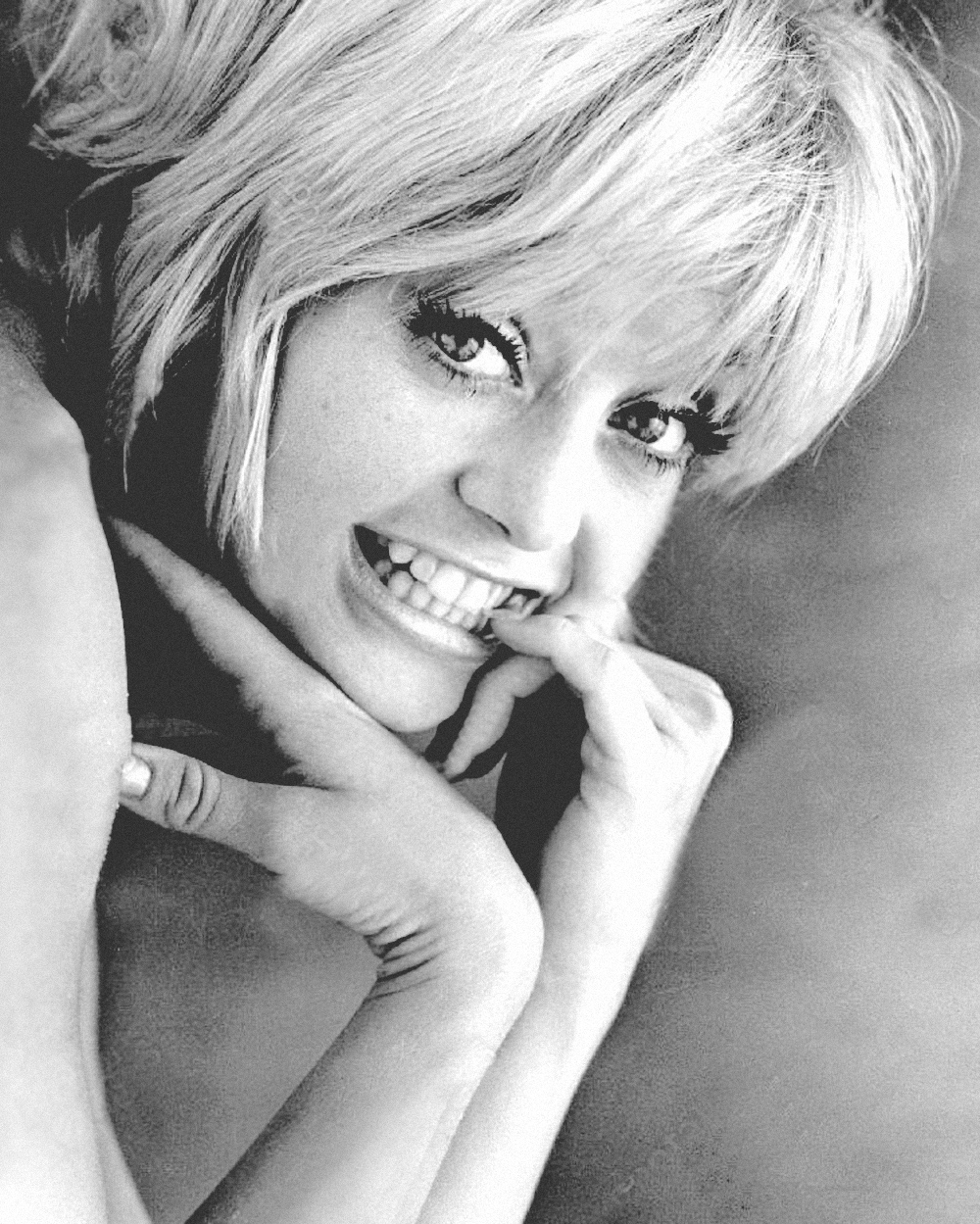
Il bob cut di Goldie Hawn nel film Fiore di cactus (1969)
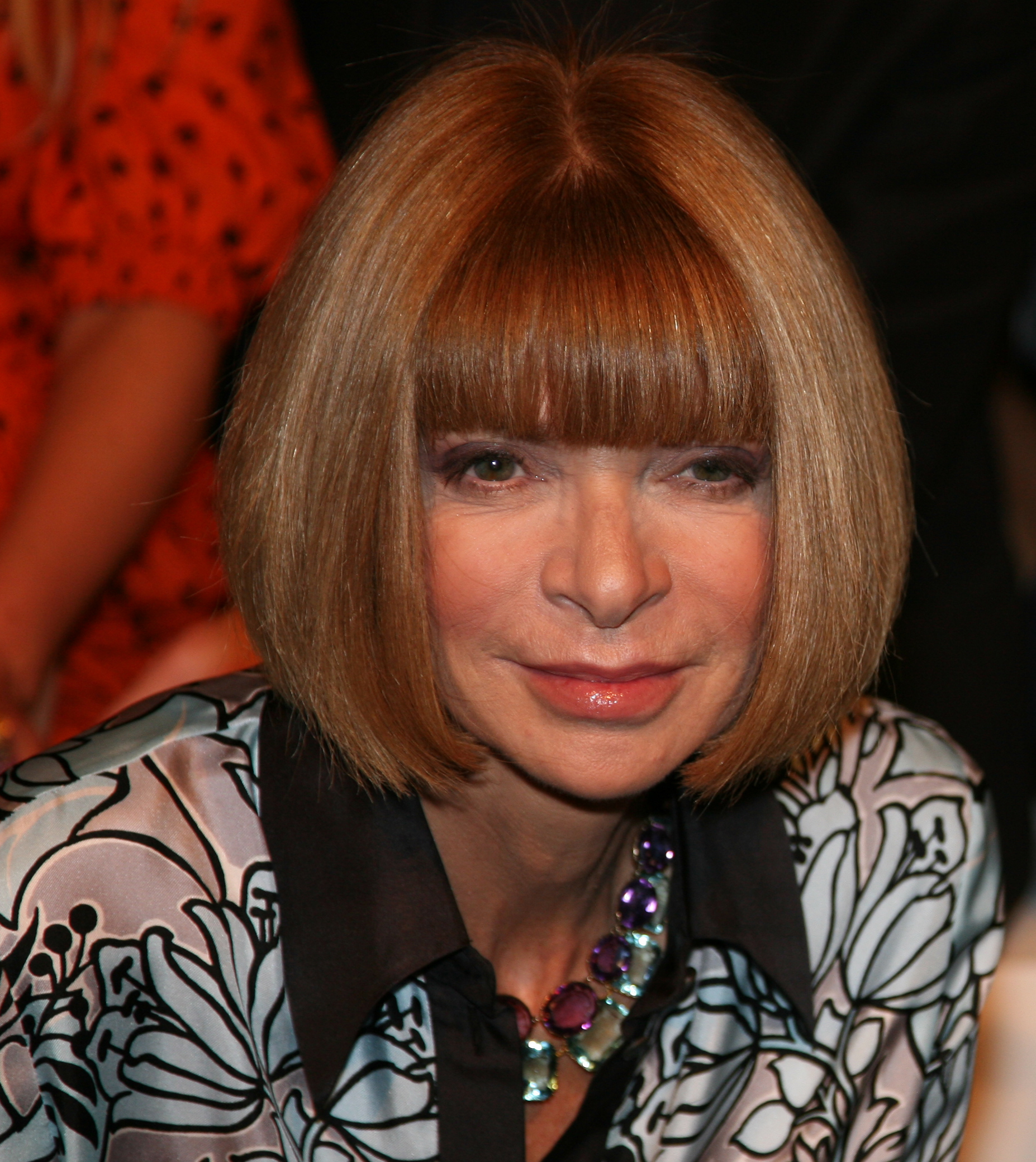
Anna Wintour con bob cut e frangia (2009)
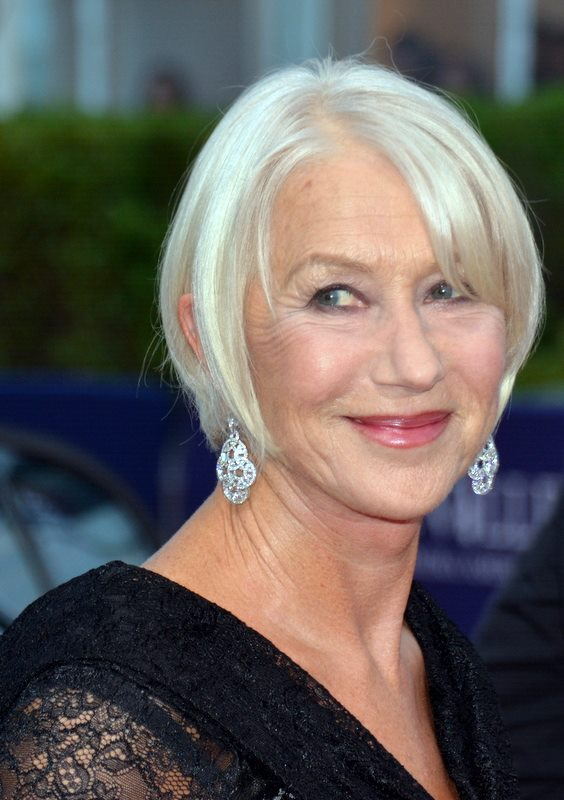
Helen Mirren (2014)
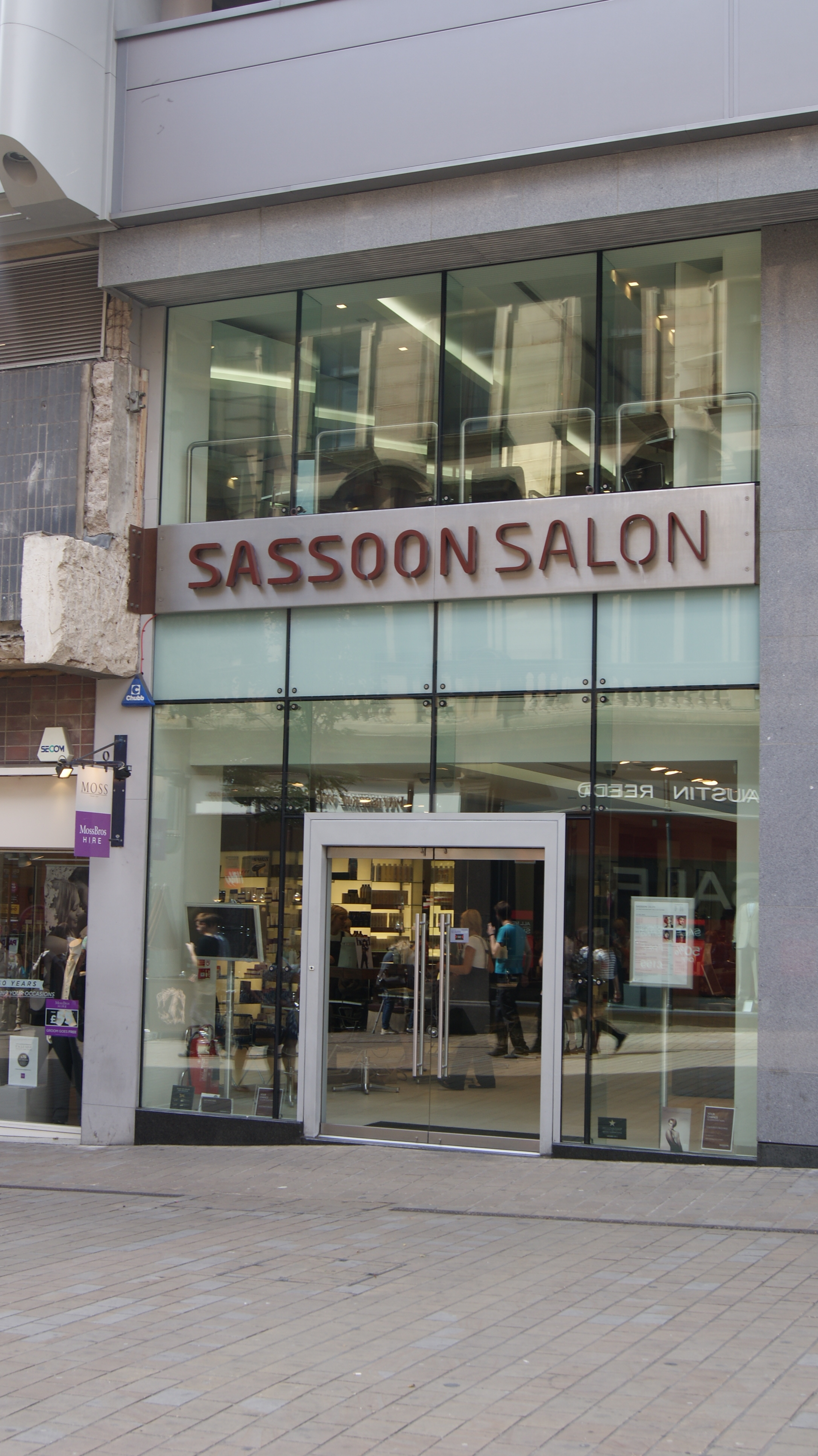
Il Sassoon Salon di Leeds